# Dolors Monserdà i Vidal
Dolors Monserdà i Vidal (Barcellona, 10 luglio 1845 – Barcellona, 31 marzo 1919) è stata una poetessa e scrittrice spagnola in lingua catalana.

## Biografia
Dolors Monserdà nacque a Barcellona nel 1845, figlia di Beatriz Vidal e José Monserdà. Grazie al lavoro del padre nell'editoria, crebbe frequentando figure di spicco del panorama letterario, come Manuel Milá, Víctor Balaguer e Anselmo Clavé, che pubblicò i suoi primi versi nella rivista Eco de Euterpe nel 1862. Si dedicò assiduamente alla poesia dal 1870, ispirata dalla visita al Monastero di Montserrat. Nei primi anni 1870 si dedicò con successo al teatro e le sue opere Sembrad y cojereis (1874) e Teresa o un jorn de prova (1876) furono rappresentate al Teatro Romea; decise tuttavia di concentrarsi sulla poesia e non mise più mano a un copione fino al 1913, quando scrisse Amor mana (mai rappresentato e pubblicato solo nel 1930).
Nel 1875 smise di scrivere in castigliano per impiegare esclusivamente il catalano. Partecipò trentasette volte ai giochi floreali, vincendoli in tre occasioni: nel 1878, 1882 e 1891; nel 1909 divenne la prima donna a presiedere ai giochi. Nel 1893 pubblicò il suo primo romanzo, Monsterrat, a cui seguirono altri sette romanzi d'ambiente, tra cui il suo capolavoro, La fabricanta (1904). Contribuì anche con saggi e articoli a diverse riviste letterarie, come La Renaixensa, La Veu de Catalunya e Feminal. Attenta alla condizione femminile, fu tuttavia critica di alcuni aspetti politici del movimento femminista, favorendo una valorizzazione del ruolo della donna improntato su riforme nazionali di ispirazione cattolica.
Dal 1865 fu sposata con il gioielliere Eusebi Macià Pujol, da cui ebbe quattro figli; tramite la figlia Dolores, divenne suocera dell'architetto Josep Puig i Cadafalch. Morì nella natia Barcellona nel 1919, all'età di settantatré anni, e fu sepolta nel cimitero di Montjuïc.